# Attentat in Aden am 4. März 2016
Bei dem Attentat in Aden am 4. März 2016 wurde ein Altenheim in Aden, Jemen, von Islamisten überfallen. Das Haus wurde von der römisch-katholischen Kirche betrieben. 16 Menschen wurden getötet, darunter vier Nonnen aus der Kongregation der Mutter-Teresa-Schwestern „Missionarinnen der Nächstenliebe“.
Nach Angaben des Apostolischen Vikariats Südliches Arabien sind die „Missionarinnen der Nächstenliebe“ seit 1973 im Jemen präsent und das betroffene Haus der Gemeinschaft in Aden wurde 1992 eröffnet.
Getötet wurden die Schwestern Anselm (59 Jahre) aus Indien, Judith (41 Jahre) aus Kenia, Marguerite (43 Jahre) und Reginette (32 Jahre) aus Ruanda durch Kopfschuss. Zuvor waren sie mit Handschellen gefesselt worden. Ebenso erging es den weiteren in dem Altenheim tätigen Helfern. Die Heimbewohner hingegen wurden von den Attentätern verschont. Auch die Oberin des Klosters, Schwester Sally, konnte sich in Sicherheit bringen.
Papst Franziskus bezeichnete die Opfer die Anschlags als „Märtyrer von heute“.

## Tat
Laut einem Bericht des Indian Express gelang den Angreifern unter dem Vorwand „ihre Mütter besuchen zu wollen“ gegen Mittag der Zugang zum Wohnheim. Sie kamen bewaffnet und in blaue Uniformen gekleidet, während die Schwestern das Essen vorbereiteten.
Als diese die Gefahr erkannten, flüchteten sie ins Freie. Dort wurden sie erschossen.
Laut Medienberichten gibt es ein Foto, das zwei tote Nonnen im Hof des Klosters auf dem Boden liegend zeigt, was auf eine Hinrichtung der Schwestern hindeuten könnte.
Alle Zimmer wurden gestürmt, dabei zerstörten die Attentäter den Tabernakel, die Statuen und das Kruzifix in der Kapelle.
Der aus Indien stammende Pater Thomas Uzhunnalil wurde entführt; sein Schicksal galt lange als ungeklärt. Am 12. September 2017 teilte die indische Außenministerin mit, dass Pater Thomas Uzhunnalil gerettet worden sei.

## Weitere Attentate
In Aden geschehen im selben Jahr noch 2 weitere Terroranschläge – mit jeweils noch mehr Toten.
Siehe auch: Liste von Terroranschlägen